# Estación de Ikejiri-ōhashi
Ikejiri-ohashi (池尻大橋駅 Ikejiri-ōhashi-eki?) es una estación de ferrocarril ubicada en el barrio especial tokiota de Setagaya. Es propiedad de Tokyu Corporation y forma parte de la línea Tokyu Den-en-toshi. Su código alfanumérico es DT02.

## Historia
La estación fue inaugurada el 7 de abril de 1977 y empezó a acoger servicios de la recién creada línea Shin-Tamagawa.A partir del año 2000, esta línea se integra en la línea Den-en-toshi, propiedad también de Tokyu. Desde 2007, se habilita el uso  de la tarjeta inteligente de transportes PASMO para su uso en los tornos de la estación. En 2018, se instalan las puertas de andén.

## La estación
Se trata de una estación subterránea que cuenta con dos andenes laterales que dan acceso a dos vías.

## Servicios ferroviarios
| procedencia/destino              | < estación  | Línea | estación > | destino/procedencia                 |
| -------------------------------- | ----------- | ----- | ---------- | ----------------------------------- |
| Saginuma・Nagatsuta・Chuo-rinkan | Sangen-jaya |       | Shibuya    | Shibuya・Oshiage(Skytree)・Kasukabe |

## Galería de fotos

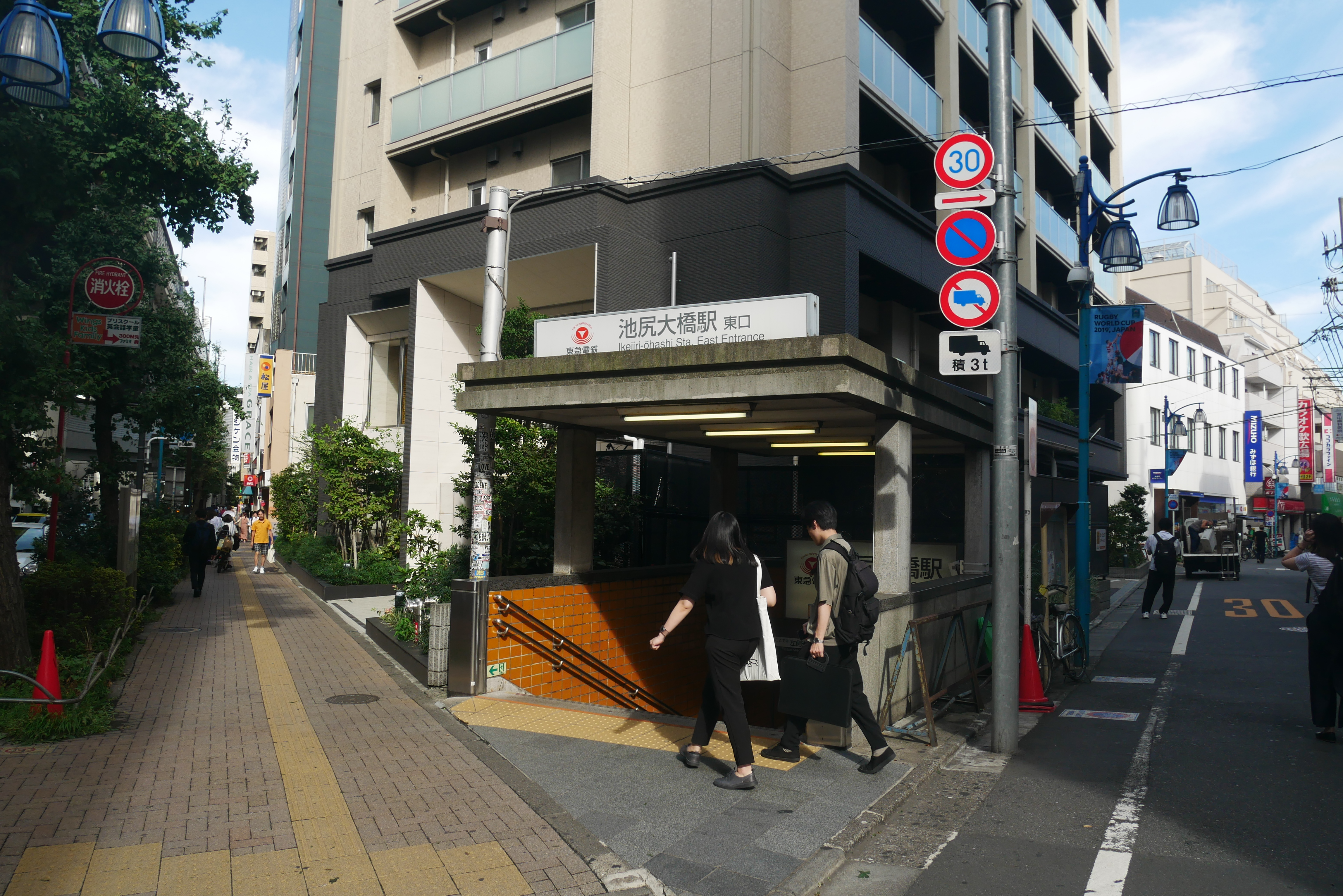
Acceso este
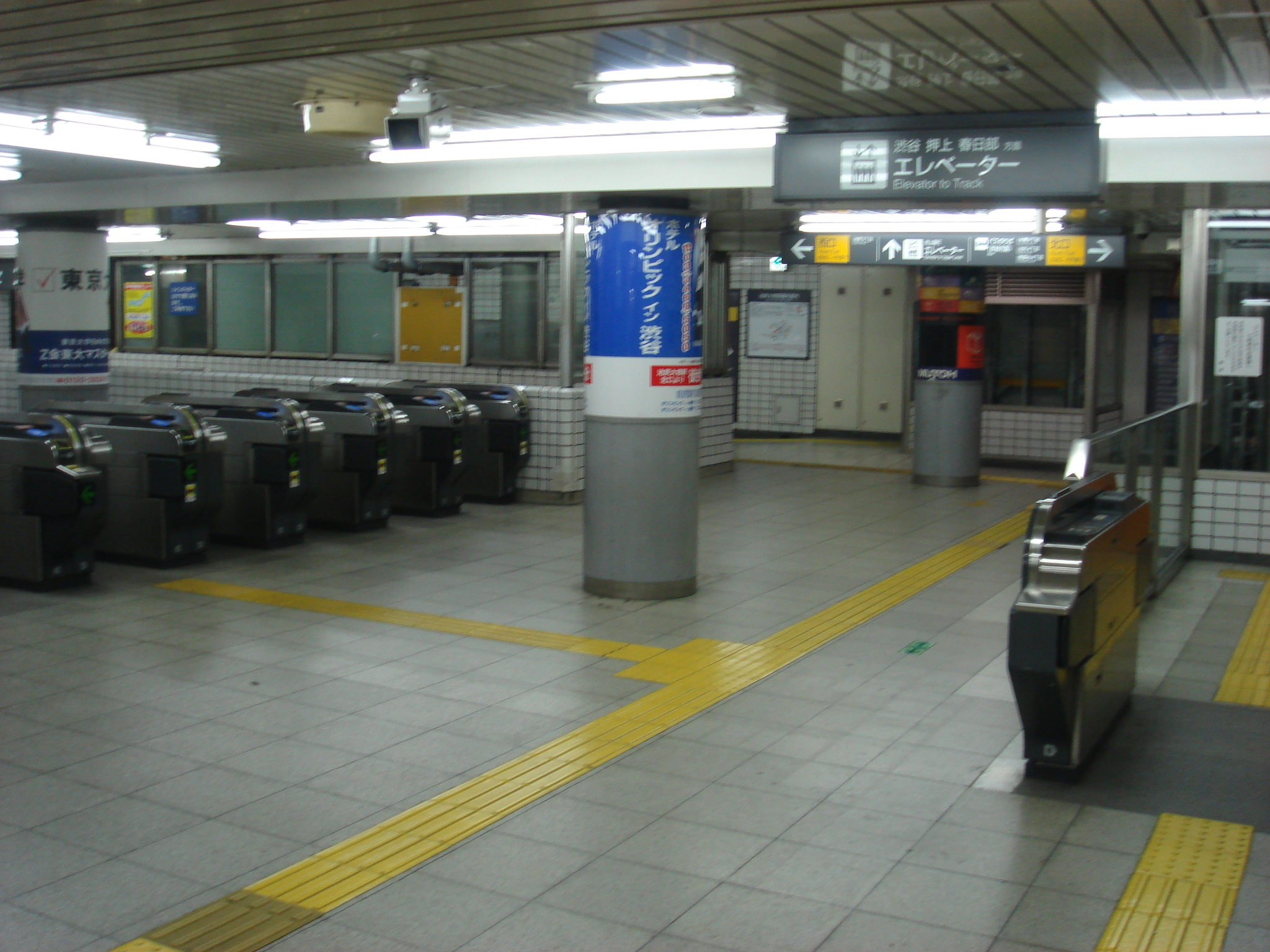
Delante de los tornos
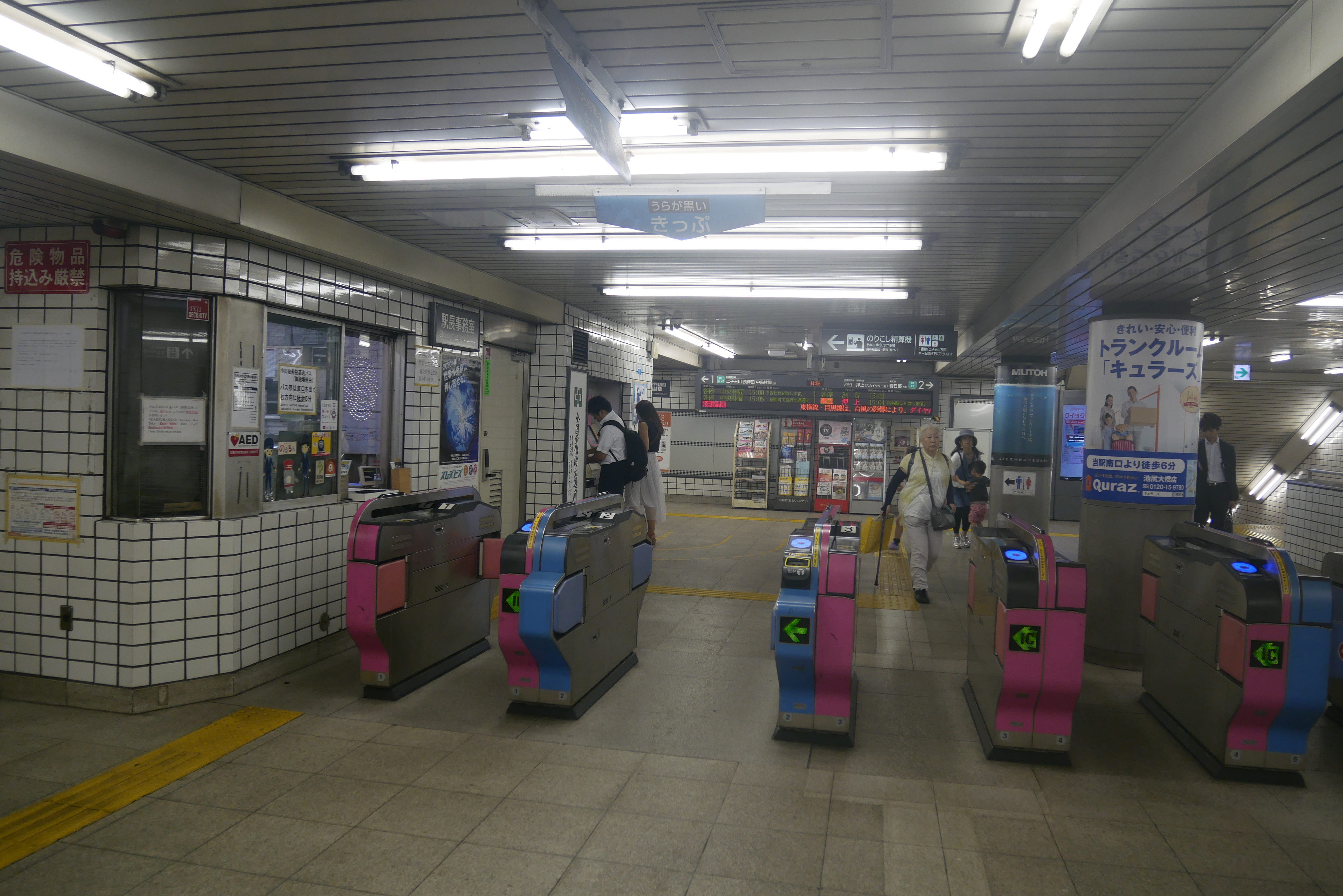
Tornos de entrada
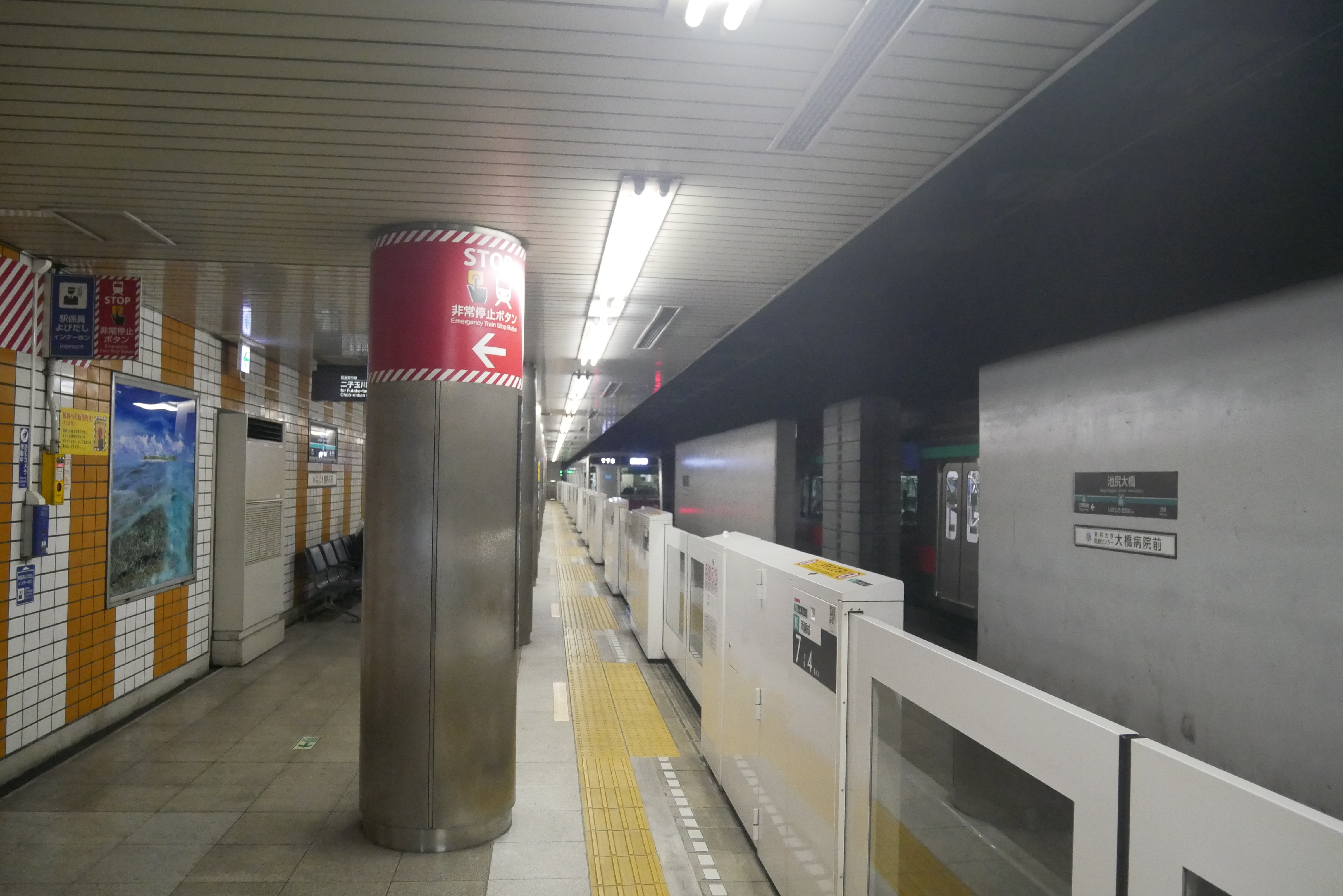
Andén